# Эстетрол
Эстетрол (E4) является слабым эстрогенным стероидным гормоном, который обнаруживается в повышенных уровнях только во время беременности. Он вырабатывается исключительно печенью плода. Эстетрол тесно связан с эстриолом, который также является слабым эстрогеном, который содержится в больших количествах только во время беременности. Наряду с эстрадиолом (E2), эстроном (E1) и эстриолом (E3), эстетрол является основным эстрогеном в организме только во время беременности.
В дополнение к своей роли природного гормона эстетрол находится в стадии клинической разработки для использования в качестве лекарственного средства, например, в гормонотерапии во время менопаузы.